# 甲基氧化偶氮甲醇
甲基氧化偶氮甲醇是一种含氮有机化合物，化学式C2H6N2O2，它可以在其乙酸盐的水解中产生。它能抑制DNA合成，而有致癌性，其衍生物有苏铁素等。